# Отаманенко Сергій
Отама́ненко Сергі́й (? — 1921 ?) — військовий діяч часів УНР, повстанський отаман, Член Холодноярського повстанкому (1920—1921 рр), начальник штабу військ Холодноярської округи (з липня 1921).

## Життєпис
В 1920 році — осавул отамана Холодноярської бригади.
В 1920—1921 роках був начальником штабу у Головного отамана Холодного Яру Герасима Нестеренка-Орла, член Холодноярського повстанкому.
В першій половині липня 1921 року на Окружному з'їзді отаманів, що відбувся в Холодному Яру в районі Гайдамацького шпиля, Сергія Отаманенка обрано членом Право-лівобережного окружного повстанського комітету та начальником штабу військ Холодноярської округи.
Остання звістка про нього датується кінцем серпня 1921 року. За деякими даними — Отаманенко розчарувався в повстанському русі, хотів його залишити чи піддатися під «амністію» ЧК.
Подальша доля невідома.